# Rebecca Carrington
Pour les articles homonymes, voir Carrington.
Rebecca Carrington est une comédienne et musicienne anglaise. Elle se distingue d'autres comédiennes en se produisant sur scène avec son violoncelle du XVIIIe siècle, nommé Joe.

## Jeunesse et vie privée
Elle étudie à la Wells Cathedral School et au Royal Northern College of Music, puis complète sa maîtrise en musique à la Rice University à Houston, au Texas. 
Elle est la fille de Hilary et de Simon Carrington, chef d'orchestre britannique et fondateur du fameux ensemble vocal The King's Singers. 
Rebecca Carrington vit désormais avec son mari, Colin Brown, à Berlin.

## Carrière
Elle se produit avec de nombreux orchestres de renommée, tels que le London Symphony Orchestra, le London Philharmonic Orchestra, le Royal Philharmonic Orchestra, le Philharmonia et le BBC Symphony Orchestra.
Sa carrière de comédienne a commencé sur scène aux États-Unis. L'un de ses spectacles s'appelle Me And My Cello (Moi et mon violoncelle). 

## Prix
Rebecca Carrington remporte plusieurs prix, dont le Prix Panthéon en juin 2007 (un prix de cabaret allemand) et Prix du public lors d'un festival d'humour à Versailles en avril 2007.